# Бондарівське болото

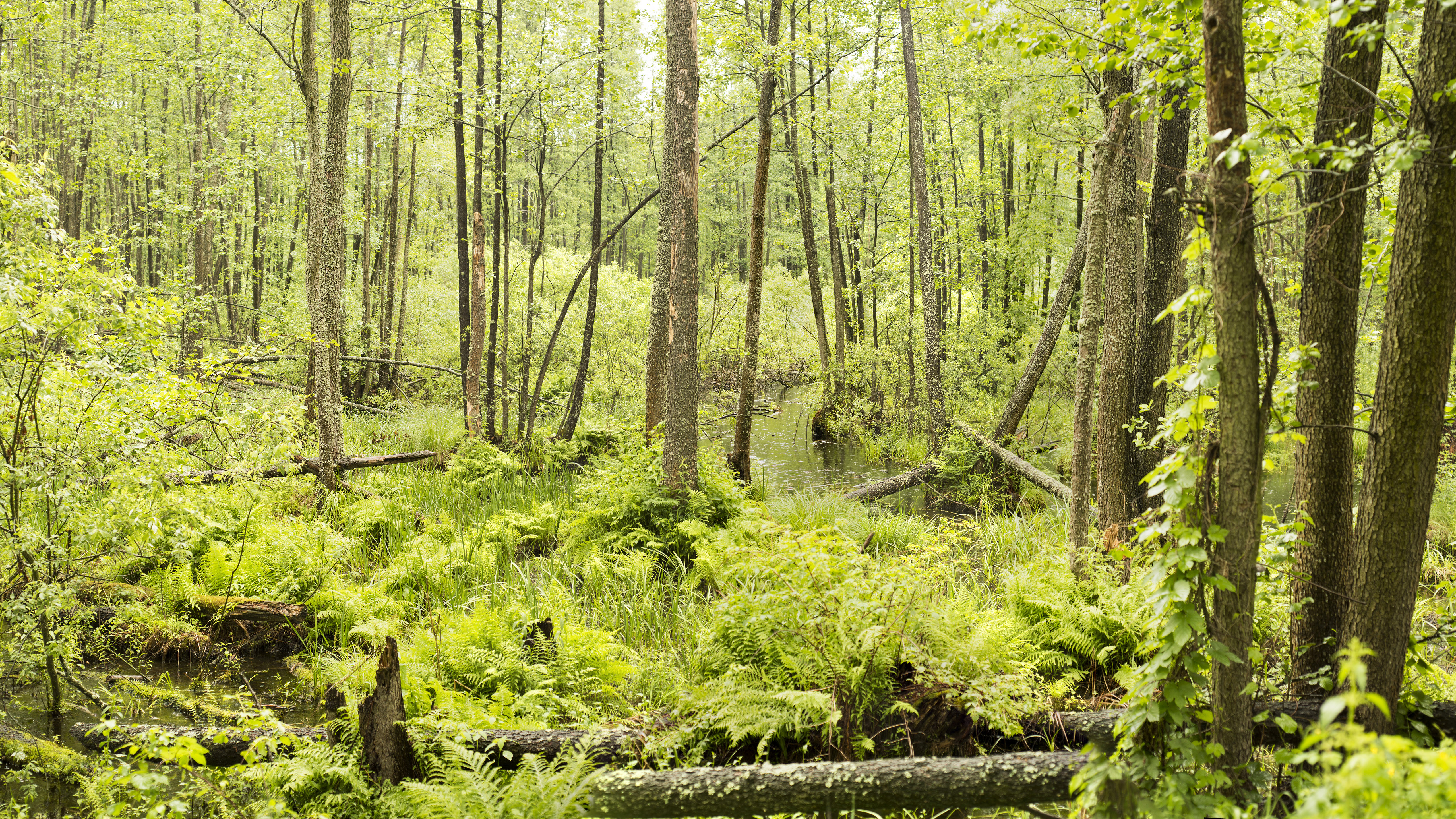

Бондарі́вське боло́то — болото в Козелецькому районі Чернігівської области, на північний захід від села Морівськ. Гідрологічний заказник місцевого значення.

## Загальна характеристика
Болото вкрите лучною рослинністю, з усіх боків обмежене лісами. Простягається з північного заходу на південний схід на 13 км. Максимальна висота — 112 м. 
Болото дренує верхня течії річки Меша, права притока Десни. Побудовано багато дренажних каналів. На сході є невелике озеро. 
На південній околиці болота розташоване село Отрохи, на північній — урочище Мости. Через болото побудована автодорога Р-18 Чернігів — Вишгород. 
Евтрофне низинне болото, з якого витікає річка Міша. Входить до складу регіонального ландшафтного парку «Міжрічинський».

## Рослинний світ
У рослинному покриві переважають відкриті осокові болотні угруповання, менше — різноманітні за ценотичним складом високотравні угруповання; є чагарникові ділянки, по краях болотного масиву — чорно вільшняки. На болоті багато бобівника трилистого і вовчого тіла болотного. Серед рідкісних видів тут виявлені численні орхідні, занесені до Червоної книги України — пальчатокорінники м'ясочервоний та травневий, коручка болотна, на заліснених підвищеннях — любка дволиста, зозулині сльози яйцеподібні. Серед регіонально рідкісних видів тут відмічена вужачка звичайна. 
У фауністичному відношенні є одним з найбільш багатих урочищ регіонального ландшафтного парку «Міжрічинський».

## Тваринний світ
З ссавців тут трапляються лось, свиня дика, сарна, заєць сірий, лисиця, вовк, єнот уссурійський, норка американська. У значній кількості трапляються бобри. 
Регулярно на болоті трапляються рідкісні види ссавців (Червона книга України): горностай, рись звичайна, лилик двоколірний, нічниця водяна, вечірниці руда і мала. 
Із водно-болотних птахів звичайними є крижень, бекас, деркач (Європейський Червоний список). Трапляються журавель сірий, лелека чорний, дупель, сова болотяна, сичик-горобець, тетерук, сорокопуд сірий (Червона книга України). На годівлю прилітають чаплі сіра та велика біла, гніздиться бугай. З хижих птахів, занесених до Червоної книги України тут зареєстровано підорлика великого, підорлика малого, змієїда, орлана білохвостого, а під час міграції беркута, скопу, луня лучного та польового. 
Широко представлений у заказнику комплекс деревно-чагарникових птахів, серед яких домінують синиці (велика, голуба, довгохвоста, болотна), дрозди (чорний, співочий), зяблик, кропив'янки (чорноголова, сіра), вівчарики (ковалик, жовтобровий, весняний), вівсянки (звичайна, очеретяна), соловейко східний, вільшанка та ін. В очеретяних і рогозових заростях численні очеретянка велика та кобилочка солов'їна. 
Із плазунів в невеликій кількості зустрічаються черепаха болотяна, вуж звичайний, ящірка живородяща, гадюка звичайна, тут також відмічено гадюку Нікольського (Червона книга України). 
Численними в урочищі є земноводні ― жаба озерна, кумка червоночерева. Трапляється також жаба деревна. У болотяних водоймах звичайним є в'юн та червонокнижні види риб — гольяна озерний і карась золотий.

## Галерея

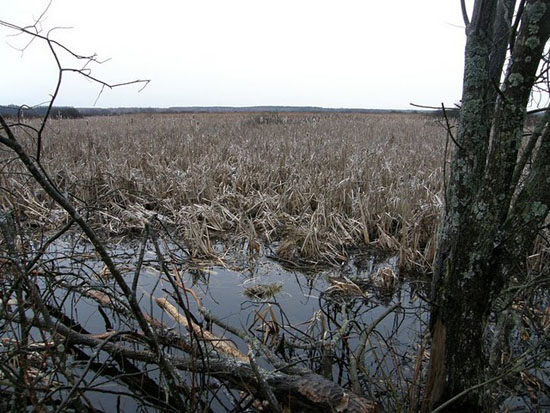
Бондарівське болото — один з найбільших болотних масивів Чернігівського Полісся
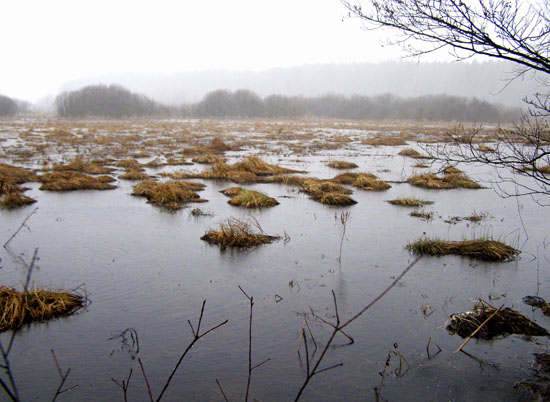
Навесні затоплюються величезні площі у міжріччі Десни та Дніпра
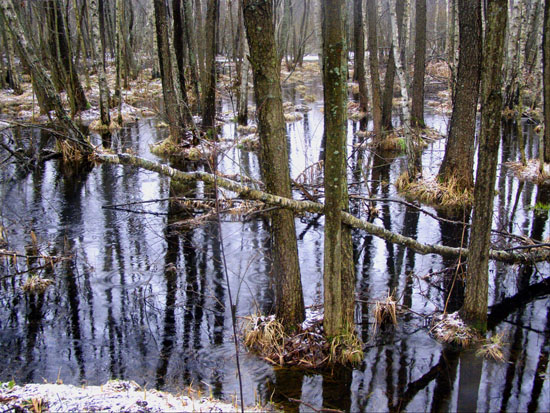
Лісові ділянки болота
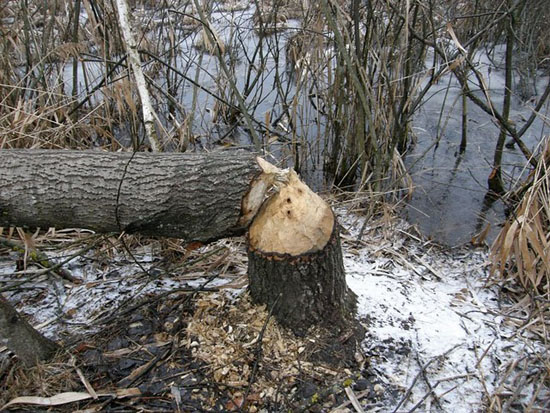
Поблизу боліт часто можна зустріти дерева, повалені бобрами